# غوستافو سكاربا
غوستافو سكرابا (بالبرتغالية: Gustavo Scarpa‏) (5 يناير 1994 بكامبيناس في البرازيل - ) هو لاعب كرة قدم برازيلي في مركز الوسط. لعب مع نادي ساو باولو وريد بول برازيل.

## روابط خارجية
- غوستافو سكاربا على موقع إي إس بي إن إف سي (الإنجليزية)
- غوستافو سكاربا على موقع قاعدة بيانات كرة القدم.إي يو (الإنجليزية)
- غوستافو سكاربا على موقع ليكيب (الفرنسية)
- غوستافو سكاربا على موقع ناشيونال فوتبول تيمز (الإنجليزية)
- غوستافو سكاربا على موقع Soccerbase.com (لاعب) (الإنجليزية)
- غوستافو سكاربا على موقع Soccerway.com (الإنجليزية)
- غوستافو سكاربا على موقع عالم كرة القدم.نت (الإنجليزية)
- غوستافو سكاربا على موقع كووورة
- غوستافو سكاربا على موقع AS.com (الإسبانية)